# Teddy boy
Teddy Boy (även Ted) är en brittisk subkultur vanligen representerad av unga män med kläder inspirerade av dandymodet under den edvardianska perioden, en stil som Savile Rowskräddare hade försökt återintroducera efter andra världskriget. Subkulturen började i London på 1950-talet, och spreds snabbt i Storbritannien, och blev snart starkt förknippad med rock and roll. Ursprungligen känd som Cosh boys, så myntades namnet Teddy boy 1953 när Daily Express förkortade Edwardian till Teddy.